# Tosno
Tosno (in russo : Тосно?) è una città della Russia, che si trova nell'Oblast' di Leningrado, a circa 50 chilometri a sud di San Pietroburgo, sulle rive del fiume Tosna.
Risalgono al 1500 le prime notizie su questa località, che ha ottenuto lo status di città nel 1963.
Nella cittadina è nata Marija Stepanova, cestista.